# Brigachtal
Brigachtal – miejscowość i gmina w Niemczech, w kraju związkowym Badenia-Wirtembergia, w rejencji Fryburg, w regionie Schwarzwald-Baar-Heuberg, w powiecie Schwarzwald-Baar, wchodzi w skład wspólnoty administracyjnej Villingen-Schwenningen.

## Geografia
Brigachtal leży na wschodnim krańcu Schwarzwaldu w dolinie rzeki Brigach, jednej z rzek tworzących Dunaj, na wysokości 705 do 790 m n.p.m. pomiędzy Villingen-Schwenningen i Donaueschingen.

## Dzielnice
Gmina Brigachtal składa się z trzech dzielnic: Kirchdorf, Klengen i Überauchen.

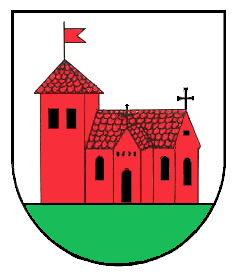
Kirchdorf
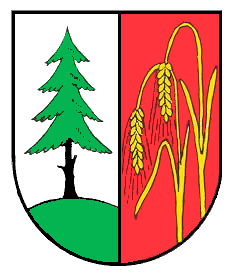
Klengen
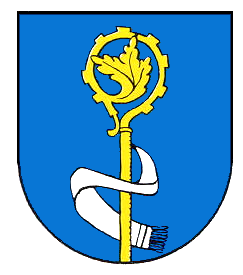
Überauchen

## Historia
W wyniku reformy administracyjnej Badenii-Wirtembergii w dniu 1 października 1974, przez połączenie gmin Kirchdorf, Klengen i Überauchen powstała gmina. Nazwa pochodzi od położenia geograficznego gminy - doliny Brigach.